# توماس دین دانلی و جاشوا اوپنهایمر
توماس دین دانلی و جاشوا اوپنهایمر (انگلیسی: Thomas Dean Donnelly and Joshua Oppenheimer) فیلم‌نامه‌نویسان اهل ایالات متحده آمریکا هستند. 

## فیلم‌شناسی
- جرایم اندیشه (۲۰۰۳)
- صحرا (۲۰۰۵)[۱]
- آوای تندر (۲۰۰۵)
- دیلن داگ: مرگ شب (۲۰۱۱)
- کونان بربر (۲۰۱۱)[۲]